# Annibale ritrova il capo mozzato del fratello Asdrubale ucciso dai Romani
Annibale ritrova il capo mozzato del fratello Asdrubale ucciso dai Romani, noto anche semplicemente come Annibale contempla la testa di Asdrubale, è un dipinto di Giambattista Tiepolo. Si trova conservato al Kunsthistorisches Museum di Vienna.